# Поганець
Поганець (англ. The Bad One) — американський мюзикл режисера Джорджа Фіцморіса 1930 року.

## У ролях
- Долорес дель Ріо — Літа
- Едмунд Лоу — Джеррі Фланаган
- Дон Альварадо — іспанець
- Бланш Фредерічі — мадам Дюран
- Адріенна Д’Амбрікур — мадам Помпер
- Улльріх Хаупт — П'єр Ферран
- Мітчелл Льюїс — Борлофф
- Ральф Льюїс — Блочет
- Чарльз МакНотон — Піті
- Йола д’Авріл — Гіда
- Джон Ст. Поліс — суддя
- Генрі Колкер — прокурор